# ARts
aRts (analog Real time synthesizer, аналоговый синтезатор реального времени) — мультимедийная архитектура, реализуемая в проекте рабочей среды KDE.
Стала частью её архитектуры в KDE версии 2.0. aRts позволяет воспроизводить множество аудиопотоков одновременно, как на локальном компьютере, так и по сети. Распространяется на условиях GNU General Public License.
С выходом KDE 4 aRts была заменена новой мультимедийной системой Phonon.

## Состав aRts
- artsd — демон, смешивающий потоки в реальном времени. Звуковой Сервер не зависит от KDE и может быть использован сам по себе, например для реализации программных и других фильтров.
- artsbuilder — приложение для создания вручную конфигураций aRts с использованием имеющихся в поставке аудиомикшеров, синтезаторов и других устройств. Полученные файлы описаний фильтров имеют простой текстовый формат и могут быть отредактированы вручную.
- artsshell — программа, работающая в текстовом режиме и позволяющая управлять запущенным сервером aRts. В частности, с его помощью можно добавлять/убирать фильтры, созданные в artsbuilder
- artscontrol — программа, позволяющая менять уровни громкости микшера, просматривать список запущенных aRts и добавлять/убирать фильтры aRts.